# Carlos Varela
Carlos Varela (La Habana, 11 de abril de 1963) es un músico y cantautor cubano fiel exponente de la nueva trova cubana de los últimos tiempos. De la generación de Santiago Feliú, Gerardo Alfonso y Frank Delgado la cual es posterior a la de Silvio Rodríguez, Pablo Milanés, etc., tomándolos a estos como referentes para sus temas, entre ellos, Monedas al aire, Como los peces, Tropicollage, Lucas y Lucía, etc., pero con un toque más actual con respecto a sus tiempos y tratando por sobre todo temas sociales actuales de la Cuba de hoy, teniendo algunos problemas con el régimen político por sus letras que, si bien no se muestran totalmente opuestas al régimen cubano, hablan en muchas ocasiones de los principales problemas sociales, económicos y políticos que azotan a su país.
Sus estudios de Teatro en el Instituto Superior de Arte y el alto nivel de los músicos que lo acompañan, favorecen el acoplamiento ideal para que en los shows de Varela se note lo dramático, lo emocional, lo poético y lo musical de manera excepcional y única. Cada presentación de Varela es recibida como un evento de gran distinción y calidad dentro del actual panorama musical cubano.
A principio de los 90s, Varela realizó varias giras dentro y fuera de Cuba junto a Silvio Rodríguez y Pablo Milanés. En 1992 publica su disco “Monedas al Aire” , donde aparece la canción “Muro”, un tema que luego Miguel Bosé hiciera su principal sencillo de su disco “11 Maneras de Ponerse el Sombrero” (WEA -1998).
En el año 1995 hizo una extensa gira junto a Joaquín Sabina por varias ciudades de España y graba su disco “Como Los Peces”; fonograma que resultó ganador del importante premio ONDAS en España en la categoría de Artista Revelación. En ese mismo año Varela y Sabina compusieron juntos “Tan Joven y Tan Viejo”, mega éxito del músico español que aparece en el disco de Sabina “Yo Mí Me Contigo”.
Sus actuaciones se suceden por Canadá, España, México, Venezuela, Panamá, Colombia, Chile, Suecia, Dinamarca, Estados Unidos y otros tantos países compartiendo escenarios con Silvio Rodríguez, Pablo Milanés, Fito Páez, Joaquín Sabina, Mercedes Sosa y otros.
Nubes, el único disco acústico hasta el momento de Carlos Varela aparece a mediados del año 2000, con canciones como “Muros y puertas” y “Una palabra” que se convertirán pronto en temas antológicos del artista.
En el año 2005 el premiado director mexicano Alejandro González Iñárritu escogió la canción “Una palabra” para su corto para la automotriz BMW “The Hire – Powder Keg”, donde se dio a conocer en Norteamérica el actor inglés Clive Owen.
Un año después esta canción fue seleccionada por el director estadounidense Tony Scott (1944–2012) para la escena final del filme Man on Fire, protagonizada por Denzel Washington, Christopher Walken, Marc Anthony y Dakota Fanning, entre otros. Esto ayudó a que esta balada se convirtiera en su canción más versionada y se tradujera a una decena de idiomas.
El 8 de diciembre de 2006 ofreció un memorable concierto en el estadium del centro recreativo "José Antonio Echeverría" en La Habana el cual estuvo dedicado al 26 aniversario de la muerte de John Lennon y también al 28 Festival Internacional del Nuevo Cine Latinoamericano. Varela tocó durante casi dos horas bajo las inclemencias del tiempo. "Bendita lluvia" dijo Varela y siguió protagonizando uno de sus conciertos más memorables de la actualidad.
Otro de sus más memorables conciertos lo realizó el 24 de octubre de 2008 en el "Día Internacional de los Sueños 2008" que se realizó en la Isla de San Carlos en Venezuela junto a artistas de renombre como Raly Barrionuevo, Bárbara Luna, Grupo Iven, entre otros.

## Actividades recientes
Carlos Varela participó junto a otros famosos de la canción popular el domingo 20 de septiembre de 2009 en el concierto Paz sin fronteras, en su segunda edición, patrocinado por Juanes. El evento se realizó en la Plaza de la Revolución de La Habana, Cuba, con un lleno que alcanzó, según Miguel Bosé, la cifra de un millón ciento cincuenta mil espectadores. Allí cantaron también otras memorables figuras como Olga Tañón, Danny Rivera y Silvio Rodríguez.
El año pasado se estrenó en HBO Latino el largometraje The Poet of Havana, basado en su vida y en su obra; el film recoge material biográfico y escenas de dos conciertos de Varela y sus invitados llevados a cabo en enero del 2013 con motivo de la celebración de sus tres décadas de carrera. The poet of Havana narra la influencia de Cuba, su gente y la política en su obra y viceversa y entre otras voces cuenta con las de Benicio del Toro, Jackson Browne, Iván Lins, Jorge Perogurría o Juan Formell.
En junio de 2015, para celebrar los 70 años de relaciones diplomáticas ininterrumpidas con Cuba, la embajada de Canadá organiza un concierto donde invitan a Carlos Varela y su banda a ser el anfitrión de la popular banda canadiense Sam Roberts Band.
El festival de Cine de Woodstock, uno de los 50 festivales de cine independiente más importante del mundo escogió el documental sobre Carlos Varela para inaugurar su 16 edición e invitan a Carlos Varela y su banda para que ofrezcan un concierto el 30 de septiembre, donde tendrán como invitado especial al legendario músico estadounidense Jackson Browne.
A principios de 2016 Carlos Varela regresa con su banda al sur de la Florida para ofrecer conciertos en Miami y Tampa, ciudad donde hace su debut dentro del prestigioso festival Gasparilla Music Festival. Unas semanas más tarde regresa a Costa Rica, para ofrecer un exitoso concierto en el Jazz Café de San José. En abril ofrece otro celebrado mega concierto en la Plaza de Gibara, durante la 12 edición del Festival Internacional del Cine Pobre. Ese mismo mes, Carlos es uno de los músicos cubanos que recibe la primera delegación oficial de la Casa Blanca en Cuba, que a través de su Comité de Artes y Humanidades convoca a reconocidos artistas como Joshua Bell, Usher, Dave Matthews, Smokey Robinson, entre otros para continuar las actividades de pueblo a pueblo entre los Estados Unidos y Cuba. Durante esta visita Varela y su banda realizan un par de conciertos en La Habana junto a Dave Matthews, con temas de ambos músicos.
En noviembre de 2016, Joshua Bell invita a Carlos Varela a participar en un especial del reconocido programa “Live from the Lincoln Center”que se trasmitió luego en todos los Estados Unidos a través de la cadena pública de televisión PBS. En este programa Carlos interpretó su canción “Habáname” junto a Joshua Bell y la Orquesta de Cuerdas de La Habana y “Muros y Puertas” junto con Dave Matthews y la misma orquesta. Unos días después Carlos y su banda se presentaron junto a Dave Matthews en el club The Hamilton en la capital estadounidense.  Múltiples reseñas sobre estos históricos eventos aparecieron en varios de los más importantes medios de Estados Unidos y varios otros países.
En noviembre de 2016 Varela es invitado a participar en la 3.ª edición del festival Trovafest, considerado el mayor festival de canción de autor del mundo que se celebra en la ciudad Querétaro, México y donde además estuvieron en esta edición otros reconocidos cantautores como: Jorge Drexler, Ismael Serrano, Fernando Delgadillo, Alejandro Filio y Edgar Oceransky entre muchos otros.

## Discografía
| Año de publicación | Título                            |
| 1989               | Jalisco Park                      |
| 1991               | Carlos Varela En Vivo             |
| 1991               | Monedas al Aire                   |
| 1995               | Como los Peces                    |
| 2000               | Nubes                             |
| 2003               | Siete                             |
| 2005               | Los Hijos de Guillermo Tell Vol.1 |
| 2009               | No es el Fin                      |
| 2019               | El grito mudo                     |
| 2024               | Nada es como antes                |